# Marysville (Iowa)
Marysville es una ciudad ubicada en el condado de Marion en el estado estadounidense de Iowa. En el Censo de 2010 tenía una población de 66 habitantes y una densidad poblacional de 69,44 personas por km².

## Geografía
Marysville se encuentra ubicada en las coordenadas 41°10′58″N 92°57′13″O / 41.18278, -92.95361. Según la Oficina del Censo de los Estados Unidos, Marysville tiene una superficie total de 0.95 km², de la cual 0.95 km² corresponden a tierra firme y (0%) 0 km² es agua.

## Demografía
Según el censo de 2010, había 66 personas residiendo en Marysville. La densidad de población era de 69,44 hab./km². De los 66 habitantes, Marysville estaba compuesto por el 93.94% blancos, el 0% eran afroamericanos, el 0% eran amerindios, el 0% eran asiáticos, el 0% eran isleños del Pacífico, el 0% eran de otras razas y el 6.06% pertenecían a dos o más razas. Del total de la población el 0% eran hispanos o latinos de cualquier raza.